# Robert Venturi
(Robert Venturi controbattendo alla celebre massima di Ludwig Mies van der Rohe)
Robert Charles Venturi Jr. (Filadelfia, 25 giugno 1925 – Filadelfia, 18 settembre 2018) è stato un architetto statunitense, tra i principali esponenti della corrente postmoderna.

## Biografia
Dopo la laurea conseguita all'Università di Princeton nel 1947, vi ottenne un master (M.F.A.). Dal 1950 al 1954 collaborò nello studio di Philadelphia di Oskar Stonorov. Venturi vinse poi una borsa di studio dell'Accademia Americana di Roma dove soggiornò dal 1954 al 1956. Collaborò con Eero Saarinen e Louis Kahn prima di aprire il proprio studio nel 1958. Nel 1964 si associò con John Rauch e qualche anno dopo sua moglie, Denise Scott Brown anch'essa architetto, entrò nello studio. Dopo che John Rauch abbandonò lo studio nel 1989, questo prende il nome di Venturi, Scott Brown & Associates.
Ha ottenuto il prestigioso Premio Pritzker nel 1991. Ha insegnato in numerose università come Yale, Princeton, Harvard, UCLA ed è accademico d'onore dell'Accademia delle arti del disegno di Firenze. Ha costruito numerosi edifici, ma è soprattutto la sua opera teorica che ha avuto grande influenza.

## Complessità e contraddizioni nell'architettura

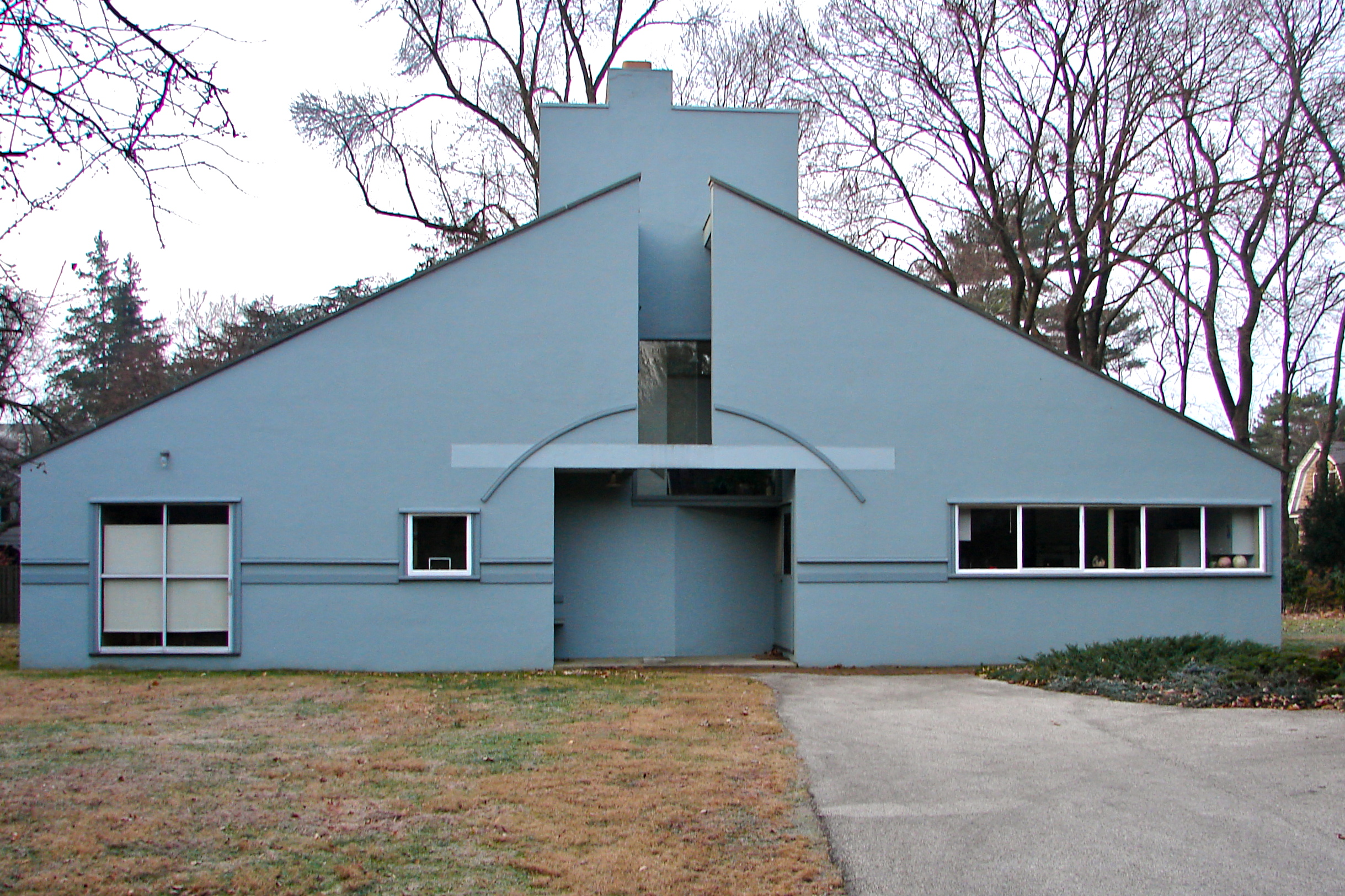
La Casa di Vanna Venturi, Filadelfia, 1964

Nel 1966 Venturi pubblicò il suo manifesto, Complessità e contraddizioni nell'architettura (Complexity and Contradiction in Architecture) che Vincent Scully nell'introduzione giudica come "probabilmente il più importante testo di architettura dal Vers une architecture di Le Corbusier, del 1923". Il testo prende le mosse da una dichiarazione categorica: l'autore ama ed è fautore di una architettura complessa e contraddittoria.
La cultura contemporanea ha ormai accettato la contraddizione come condizione esistenziale, in ogni settore si manifesta l'impossibilità di giungere ad una sintesi omnicomprensiva e perfetta della realtà, persino la matematica sembra aver perso le proprie fondamenta razionali, come emerge dal teorema di incompletezza di Gödel (secondo il quale ogni sistema assiomatico sufficientemente completo è incoerente al proprio interno o presenta proposizioni indecidibili).
Nel contrapporsi alle esemplificazioni cui è giunto il Movimento Moderno (inteso ormai come pratica accettata e diffusa) il testo, se pur critico, si pone in una condizione di complementarità e di dialogo nei confronti dei maestri. Venturi pur rifiutando l'esemplificazione (less is more) va alla ricerca di elementi complessi e contraddittori anche all'interno delle opere prodotte dal Movimento Moderno, riconoscendo in tali contraddizioni il veicolo portatore di un sentimento poetico ed espressivo universale. Tale sentimento si manifesta da sempre, in ogni epoca, anche in architetture minori o spontanee, ed è l'espressione tipica di ogni fase di manierismo.
Dal Cinquecento italiano, a Palladio o Borromini, fino a Sullivan e più recentemente ad Aalto, Le Corbusier e Kahn, l'autore cerca attraverso molti esempi di mostrare la propria idea di complessità e contraddizione in architettura.

## Principali opere

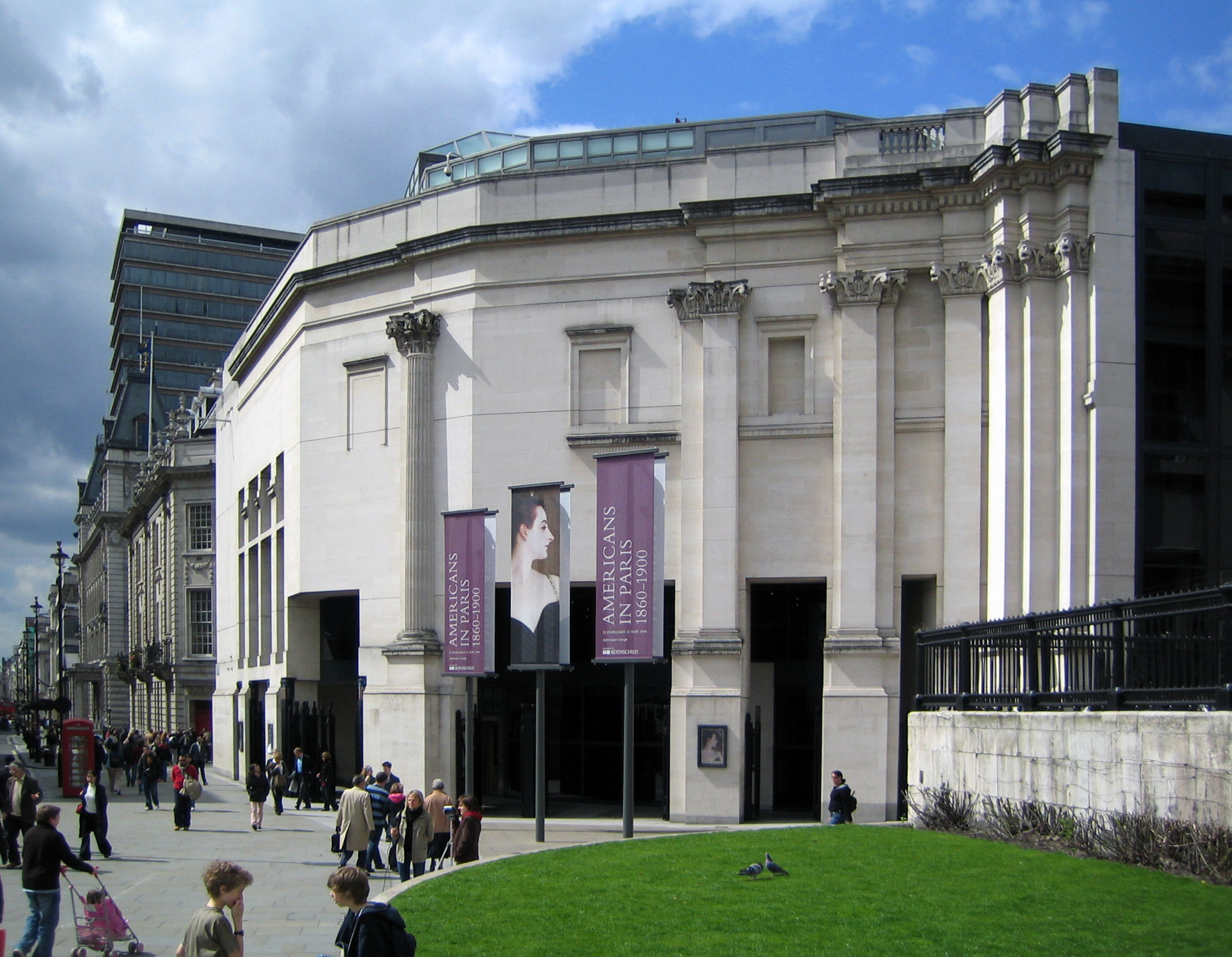
National Gallery, Londra

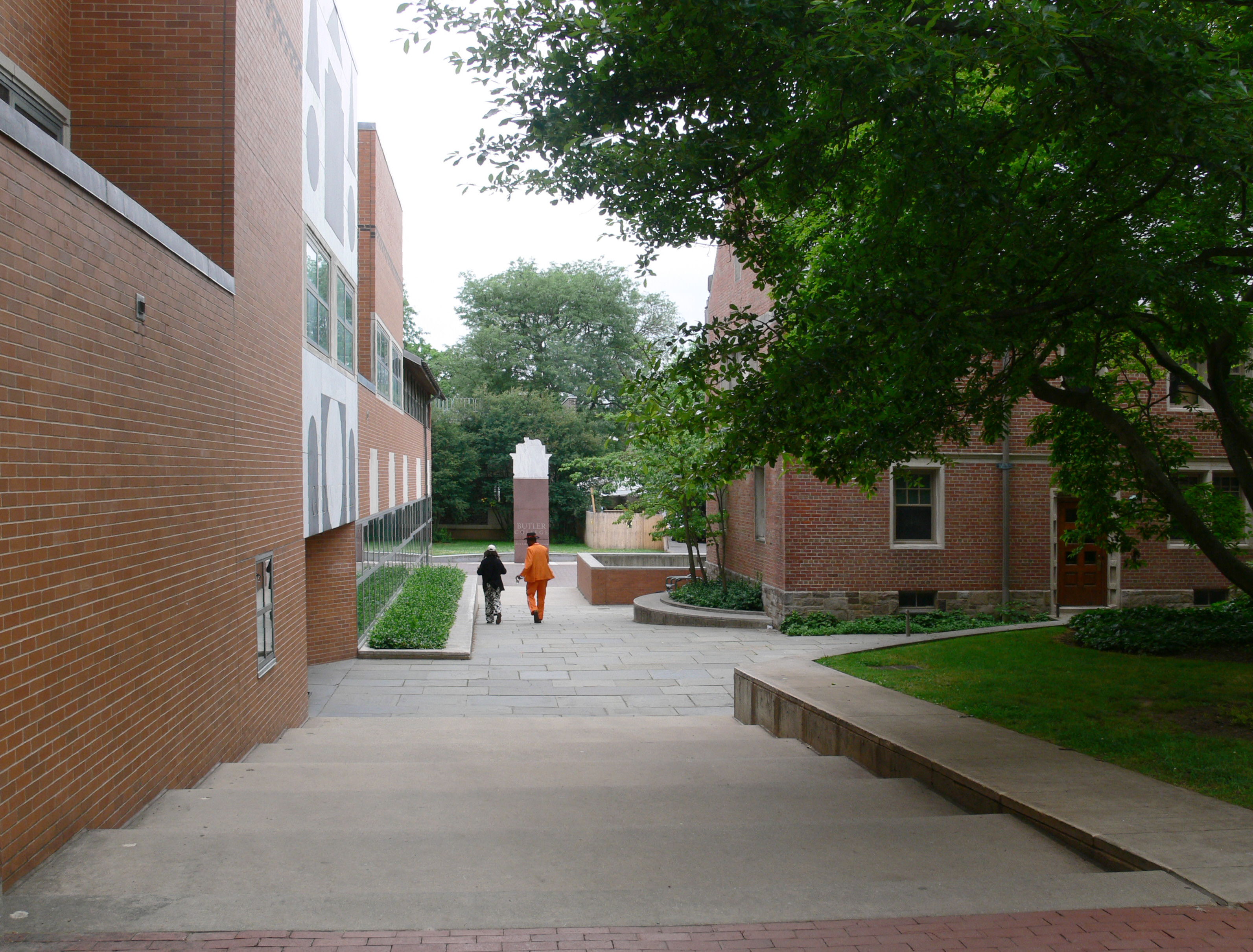
Università di Princeton

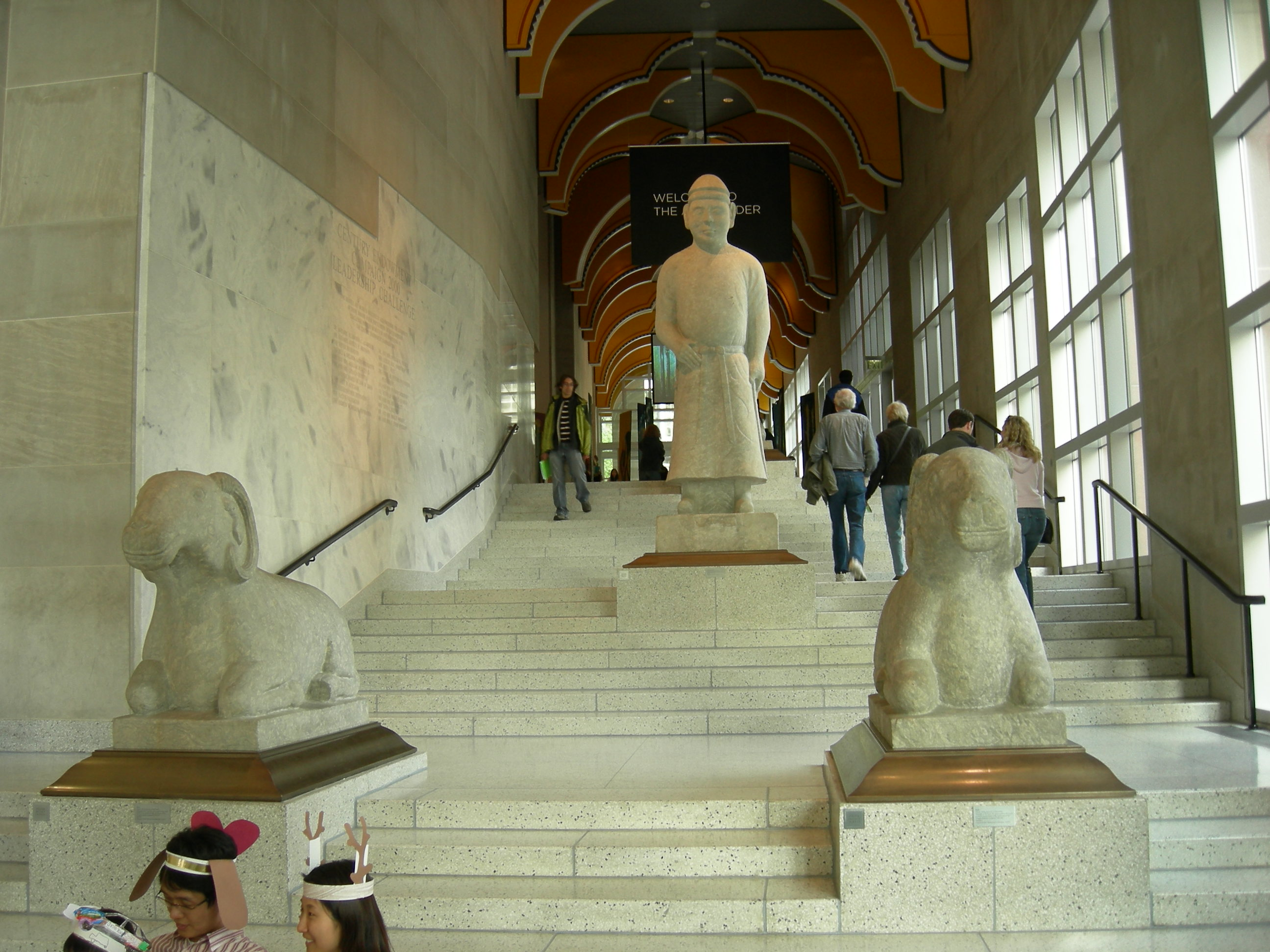
Seattle Art Museum

- 1962: Casa di Vanna Venturi a Chestnut Hill, Filadelfia, Pennsylvania
- 1966-1968: Caserma dei vigili del fuoco a Columbus
- 1970: Casa Trubek a Nantucket Island, Massachusetts
- 1970: Casa Wislocki a Nantucket Island, Massachusetts
- 1973: Casa Brant a Greenwich, Connecticut
- 1973-1976: Ampliamento dell'Allen Art Museum a Oberlin (Ohio)
- 1975: Casa per privati a Tucker Town (Bermuda)
- 1975: Casa Tucker a Mount Kisco, New York
- 1983: Padiglione Gordon Wu all'Università di Princeton, New Jersey
- 1990: Ampliamento della National Gallery a Londra
- 1992-1999: Hôtel du département de la Haute-Garonne a Tolosa (Francia) in collaborazione con Anderson/Schwartz Architects e Hermet-Blanc-Delagausie-Mommens/Atelier A4

## Scritti
- Complessità e contraddizioni nell'architettura, Ed. Dedalo, Bari, 1980 (Complexity and Contradiction in Architecture, New York, 1966).
- Imparare da Las Vegas (con Denise Scott Brown e Steven Izenour), Ed. Quodlibet, Macerata, 2010 (Learning from Las Vegas, Cambridge USA, 1972).
- Maniera del moderno (con Denise Scott Brown), Laterza, 2000.
- Iconography and Electronics upon a Generic Architecture: A View from the Drafting Room, MIT Press, 1996.